# Evolution (The Walking Dead)
«Evolución» —título original en inglés: «Evolution»— es el octavo episodio y final de mitad de temporada de la novena temporada de la serie de televisión posapocalíptica, horror The Walking Dead. En el guion estuvo cargo David Leslie Johnson y Michael Satrazemis dirigió el episodio, el episodio salió al aire en el canal AMC el 25 de noviembre de 2018. Fox hará lo propio en España e Hispanoamérica el día siguiente, respectivamente. Este episodio marca la muerte de un personaje principal Paul "Jesús" Rovia quien es interpretado por Tom Payne quien muere a manos de un susurrador.

## Trama
Daryl, Jesús y Aaron siguen las huellas de Eugene, pero descubren que cruzan un campo lleno de caminantes persistentes, observan que este es un patrón extraño y deciden caminar alrededor de él. Cuando se van, un caminante se gira para verlos partir.
Michonne, Siddiq y DJ dirigen el grupo de Magna a Hilltop, aunque se encuentran con clara hostilidad. Tara explica que Eugene todavía está desaparecido, y que Aaron está fuera con Jesús buscándolo, Michonne y Siddiq ayudan a presentar el grupo de Magna a los residentes de Hilltop, así como a Carol. Michonne y Carol tienen una conversación privada, revelando que hay un montón de "mundo roto" entre Hilltop, Alexandria y el Reino, lo que dificulta la continuación de su amistad pasada o la participación de Alexandria en una próxima feria. Henry se instala en Hilltop cuando Carol regresa al Reino. Descubre que Enid tiene enamorado, y es Alden. Deprimido, se reúne con un grupo de adolescentes, quienes lo invitan a unirse a ellos esa noche por un poco de libertinaje en un refugio secreto fuera de las puertas, después de beber mucho, le muestran a Henry un caminante que han estado usando como juguete, pero Henry lo elimina rápidamente. Cuando regresa solo, Tara y Earl lo meten en una celda por desobediencia y ebriedad. Aunque Earl considera enviar a Henry de regreso al Reino, simpatiza con Henry debido a sus propios errores de borrachera y promete hablar con Jesús en su nombre.
Gabriel se sienta con Negan, tratando de consolarlo, pero Negan continúa antagonizando sus esfuerzos, más tarde, los jinetes de Hilltop llegan con la noticia de que Rosita resultó herida y que está en Hilltop. Cuando Gabriel vuelve a ver a Negan, se va con el comportamiento de Negan, diciéndole que se ve obligado a quedarse para vigilar a Negan en lugar de ver a Rosita, ganándose la auténtica simpatía de Negan, esa noche, Negan descubre que la puerta de su celda quedó abierta. En Hilltop, Rosita se despierta e inmediatamente advierte a Michonne y Tara de la amenaza que ella y Eugene descubrieron y que el grupo de Daryl no está a salvo.
El grupo de Daryl atrae a la manada y se dirige a un granero que estaba cerca de la ubicación de Rosita, donde encuentran a Eugene escondido debajo de su piso. Eugene explica que Rosita lo escondió allí debido a su lesión en la rodilla, y les advierte que el rebaño caminante afuera es inusual, habiéndolos escuchado hablar antes y que ellos ya evolucionaron. El grupo de Daryl rápidamente encuentra que la manada se está acercando al establo y se evacúa rápidamente. Daryl se ofrece a llevar a la manada lejos mientras los otros llevan a Eugene de vuelta a Hilltop. Sin embargo, a pesar de crear una distracción con fuegos artificiales y ladridos de perros, la manada continúa siguiendo de manera extraña a los demás. Jesús, Aarón y Eugene se quedan atrapados en un cementerio amurallado, comienzan a escuchar los susurros de los caminantes y cuando salen de la línea del frente, Michonne llega con otros de Hilltop para ayudarlos a rescatarlos. Jesús se queda atrás para cubrir a los demás y mientras regresa a la puerta, elimina a los caminantes. Sin embargo, uno de ellos agacha su espada, lo agarra y lo apuñala, advirtiéndole que no le pertenecen. El resto se apresura para atacar al caminante y eliminar al resto. Mientras Aarón se lamenta por el cuerpo de Jesús, Daryl examina al caminante que lo mató, y descubrió que era un humano vivo con una máscara hecha de la piel de un caminante. El grupo se encuentra rodeado de más caminantes, varios que hablan y les advierten que pronto morirán.

## Producción

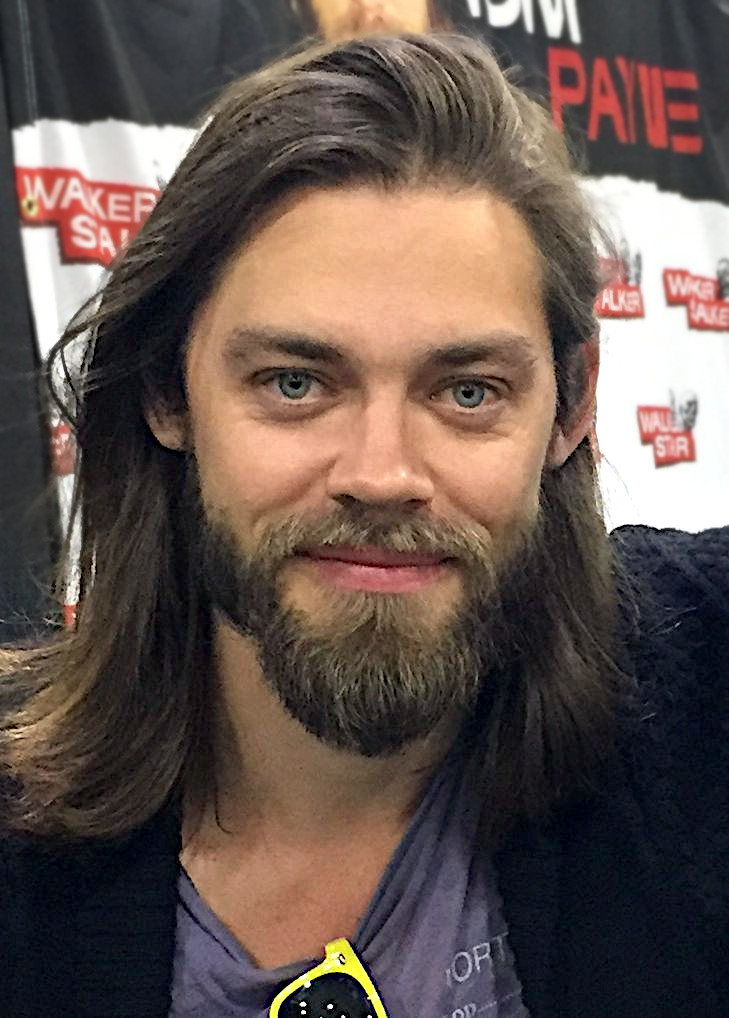
El episodio marca la muerte de Paul "Jesús" Rovia interpretado por Tom Payne

"Evolution" marcó la última aparición regular de Tom Payne como Paul "Jesús" Rovia en el programa, primero como un personaje recurrente en la sexta temporada y como parte del reparto principal en esta, desde la muerte de Jesús a manos de Los Susurradores es un cambio significativo del arco del cómic, en el que Jesús ayuda a encabezar la lucha de las comunidades contra Los Susurradores, y tiene una relación gay a largo plazo con Aaron. Payne dijo que no estaba decepcionado por abandonar el programa, ya que se había sentido frustrado por lo poco que habían usado el carácter de Jesús, a pesar de que Payne había realizado esfuerzos para entrenar para varios roles de acción sugeridos por La trama cómica durante la guerra con los Salvadores y los Susurradores. Payne dijo: "Fue mutuo y sabían que estaría bien. Fue un espectáculo increíble y me sentí muy honrado de ser parte de él, pero al mismo tiempo, ser el mismo personaje sin nada divertido es un poco "frustrante". Payne le pidió a la guionista Angela Kang que se asegurara de que se marchara "para asegurarnos de que estuviéramos contando una historia que sorprenda a la audiencia", y estaba feliz de que su muerte presentara formalmente al humano Susurrador en el programa.

## Recepción

### Recepción crítica
"Evolution" recibió críticas positivas de los críticos. En Rotten Tomatoes, el episodio tiene un índice de aprobación del 80% con una puntuación media de 7,4 sobre 10, según 14 comentarios. El consenso crítico dice: "The Walking Dead" ofrece un desconcertante suspenso de temporada media —y una nueva y aterradora amenaza — aunque algunos espectadores pueden sentir que los violentos Susurradores son un recauchutado de los mismos viejos antagonistas con una cara nueva y podrida.

### Calificaciones
"Evolution" recibió una audiencia total de 5.09 millones con una calificación de 2.0 en adultos de 18 a 49 años. Fue el programa de cable con mejor calificación de la noche y el episodio aumentó en audiencia desde la semana anterior.